# Canace rossii
Canace rossii är en tvåvingeart som beskrevs av Canzoneri 1982. Canace rossii ingår i släktet Canace och familjen Canacidae.
Artens utbredningsområde är Sierra Leone. Inga underarter finns listade i Catalogue of Life.